# Euploea offaka
Euploea offaka är en fjärilsart som beskrevs av Hans Fruhstorfer 1904. Euploea offaka ingår i släktet Euploea och familjen praktfjärilar. Inga underarter finns listade i Catalogue of Life.